# مغاورية

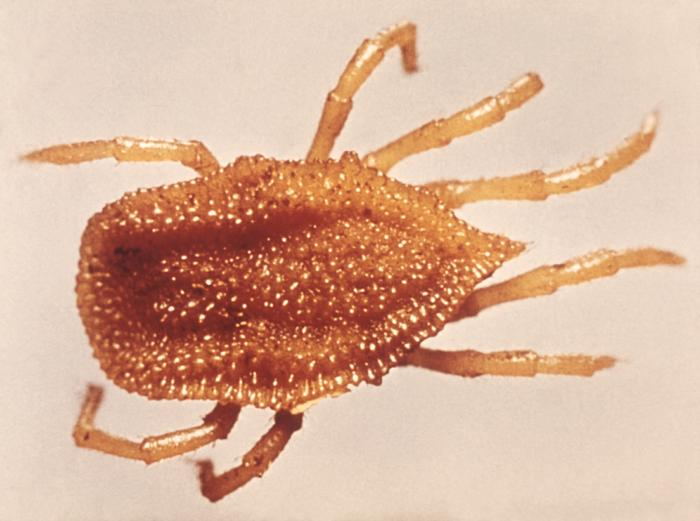

مغاورية (بالإنجليزي: Antricola) هو جنس من القراد ,وله 16 نوع .